# Michał Michałowski
Michał Jerzy Michałowski – polski astronom, doktor habilitowany nauk fizycznych. Specjalizuje się w badaniach materii międzygwiazdowej (pyle i gazie) w odległych galaktykach.

## Życiorys
Astronomię ukończył na poznańskim Wydziale Fizyki UAM w 2006 (praca magisterska: Analysis of Galaxy Spectra in the Cluster Abell 1677). W tym samym roku otrzymał także dyplom magisterski na Uniwersytecie Kopenhaskim (praca pt. Spectral Energy Distributions of Gamma Ray Burst Host Galaxies), gdzie doktoryzował się w 2009 w Centrum Ciemnej Kosmologii na podstawie pracy pt. Star Formation at High Redshifts and the Importance of Dust Obscuration, przygotowanej pod kierunkiem Jensa Hjortha i Daracha Watsona. 
Staż podoktorski odbył w Instytucie Astronomii brytyjskiego Uniwersytetu Edynburskiego (2010-2012, 2013-2017). Przez rok był także stypendystą na flamandzkim Uniwersytecie w Gandawie. Habilitował się w 2018 na podstawie oceny dorobku naukowego oraz cyklu publikacji pt. Materia międzygwiazdowa a formowanie gwiazd na różnych etapach ewolucji Wszechświata. Na poznańskim Wydziale Fizyki UAM pracuje jako profesor uczelni w Instytucie Obserwatorium Astronomicznym. Stypendysta programu Fulbrighta. 
Swoje prace publikował m.in. w „Astronomy and Astrophysics" oraz „Monthly Notices of the Royal Astronomical Society". Jest członkiem Międzynarodowej Unii Astronomicznej.